# Requiem pour Mathusalem
Requiem pour Mathusalem (Requiem for Methuselah) est le dix-neuvième épisode de la troisième saison de la série télévisée Star Trek. Il fut diffusé pour la première fois le 14 février 1969 sur la chaîne américaine NBC.
Une équipe de l'Enterprise se téléporte pour récolter de la ryétalyne sur la planète Holberg 917G, supposée inhabitée. Ils sont invités par un hôte inattendu du nom de Flint, qui vit seul avec une femme du nom de Rayna. Celui-ci semble vivre depuis plus de 6 000 ans.

## Distribution

### Acteurs principaux
- William Shatner — James T. Kirk (VF : Yvon Thiboutot)
- Leonard Nimoy — Spock (VF : Régis Dubost)
- DeForest Kelley — Leonard McCoy
- James Doohan — Montgomery Scott
- Nichelle Nichols — Nyota Uhura

### Acteurs secondaires
- James Daly - Flint
- Louise Sorel - Rayna Kapec
- William Blackburn - Lieutenant Hadley
- Roger Holloway - Lieutenant Lemli

## Résumé
L'Enterprise subit une épidémie à son bord qui a touché de nombreux agents de bord et tué trois personnes. Ils arrivent près de la planète Holberg 917-G, une planète inhabitée, afin de trouver de la Ryetaline, un minerai permettant de soigner le personnel de l'Enterprise. Le capitaine Kirk, Spock et le docteur McCoy se téléportent à la surface mais sont arrêtés par un homme se nommant Flint, accompagné de M4, son robot, qui leur demande de repartir immédiatement. Après avoir appris que l'équipage est à la recherche d'éléments permettant de guérir une épidémie proche de la peste, Flint décide d'accueillir les hommes de l'Enterprise chez lui.
La demeure de Flint est décorée avec des œuvres de Léonard de Vinci jusqu'ici inconnues, que Spock détecte comme étant contemporaines. Ils sont présentés à une jeune femme nommée Rayna Kapec, la pupille de Flint qu'il aurait sauvée d'un accident. Kirk tombe amoureux de la jeune femme après avoir dansé sur une valse jouée par Spock. Celui-ci l'identifie comme une œuvre de Johannes Brahms qui serait étrangement récente. De son côté, McCoy analyse des cristaux de ryetaline offerts par Flint, mais ceux-ci sont corrompus par de l'irilium et inutiles.
Alors que Kirk est sur le point d'embrasser Rayna, M4 arrive pour l'attaquer et le robot est détruit par Spock avec son phaseur. Flint explique que M4 a dû mal interpréter le geste de Kirk et il offre de la nouvelle ryetaline. Après une discussion avec Scotty et Uhura, Kirk apprend que la planète a été achetée il y a trente ans par un investisseur privé et que ni Flint ni Rayna ne sont enregistrés nulle part. Spock découvre que Flint a plus de 6 000 ans. En faisant des recherches afin de découvrir de la ryetaline perdue, Kirk, Spock et McCoy découvrent un laboratoire de Flint et comprennent que Rayna est en réalité un robot.
Flint avoue qu'il est né en Mésopotamie aux alentours de 3834 avant Jésus-Christ. Celui-ci est un soldat qui n'a jamais vieilli et qui a vécu de nombreuses vies, étant tour à tour un inventeur ou un compositeur célèbre. Lassé du contact des hommes, il a décidé de vivre sur Holberg 917-G et il a cherché à créer une personne pouvant être tout aussi immortelle que lui. Apprenant sa condition de robot, Rayna est partagée entre ses sentiments pour Kirk et Flint et finit par s'autodétruire. De retour sur l'Enterprise, Kirk entre dans une forme de dépression et pendant qu'il dort, Spock finit par effacer Rayna de sa mémoire au moyen de ses pouvoirs de vulcain.

### Continuité
- Spock réutilisera la même technique d'effaçage de mémoire sur McCoy dans le film Star Trek 2 : La Colère de Khan
- Ni Chekov et ni Hikaru Sulu n'apparaissent dans cet épisode.
- L'épisode Premier Vol de la série dérivée Star Trek: Voyager fait référence à cet épisode, notamment lorsque Kathryn Janeway dit que le capitaine Kirk a rencontré Léonard de Vinci.